# Radó-sziget

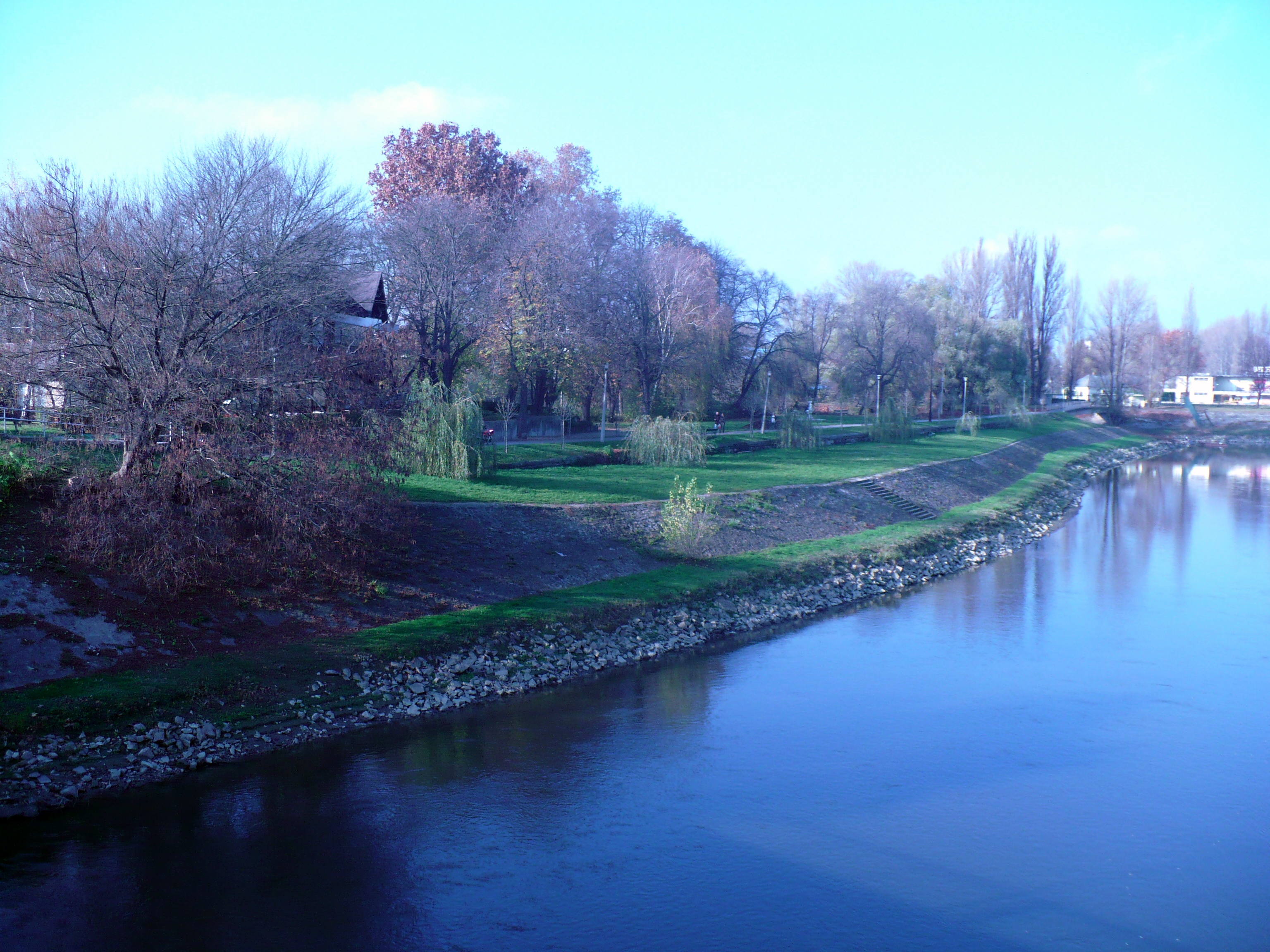
A Radó-sziget a kettős hídról

A Radó-sziget Győr történelmi magjában található, a Rába két ága fogja közre. A sziget közvetlenül a Rába torkolata előtt, Belváros, Újváros és Sziget városrészek közt helyezkedik el. A műemléki környezetben fekvő sziget kedvelt séta és pihenőhely. A szigeten található Győr legszebb parkja, szórakozó, pihenő és történelmi emlékhelyek is találhatók itt. Korábban a szigetet Sétatéri-szigetnek nevezték, mai nevét Szentmártoni Radó Kálmánról, a Rábaszabályozó Társulat egykori igazgatójáról (Vas vármegye főispánjáról) kapta.

## A Radó-sziget hídjai
A Radó-sziget közepén vezet keresztül a Bécsi kapu térről az újvárosi Rát Mátyás térre a Rába kettős híd. A sziget másik hídja az Ifjúság hídja. Ez a kis gyaloghíd  Sziget városrészből, a Strandfürdő bejáratától a Radó-sziget északi csücskébe vezet.

## A sziget Rába kettős hídtól délre fekvő része
A sziget déli részén hatalmas platánfák találhatók. A Rába kettős híd átvezető útjának déli oldalán található a világháborús hősi emlékmű, Horvay János alkotása (1936). Ennek helyén állt Győr első kőszínháza, ami 1798-ban épült, és az 1930-as években bontották le. A sziget déli felén a kis Zenepavilon érdemel említést, melyben nyáron szabadtéri koncerteket szoktak tartani. A sziget délkeleti oldalán található a 19. század végén épült, műemléki értékű csónakház. A sziget legdélibb részén Sajó Károly győri természettudós emlékműve található. A sziget déli csúcsáról a Petőfi híd, s mögötte Újváros házai és templomai látszanak.

## A sziget Rába kettős hídtól északra fekvő része
A sziget északi felén vadgesztenyefák állnak. A Rába kettős hídnál egykor a szecessziós stílusú Rába Kioszk épülete állt. Helyén ma egy, a tájba jól illeszkedő, modern stílusú épületben étterem található. Az Ifjúság hídja felé vezető sétány mentén található a Vénusz-szobor.